# شينيا حتا
شينيا حتا (باليابانية: 初田 真也) (17 مايو 1984 في أوساكا في اليابان – )؛ هو لاعب كرة قدم ياباني سابق كان يلعب كمدافع.

## وصلات خارجية
- شينيا حتا على موقع رابطة كرة القدم اليابانية للمحترفين (اليابانية)